# Natalie Hezel
Natalie Hezel (* 24. Juli 1993 in Oberndorf am Neckar) ist eine ehemalige deutsche Fußballspielerin.

## Karriere
Hezel startete ihre Karriere mit dem VfB Bösingen. Im Sommer 2008 verließ sie Bösingen und wechselte in die D-Jugend des SV Eutingen. Im Sommer 2009 verließ sie gemeinsam mit ihrer Mannschaftskameradin Maximiliane Rall den SV Eutingen und wechselte in die A-Jugend des VfL Sindelfingen. Dort rückte sie im Sommer 2010 in die erste Damenmannschaft des VfL Sindelfingen auf. Ihr Zweitligadebüt gab sie am 15. August 2010 gegen die TSG Hoffenheim. Nach zwei Spielzeiten verließ sie im Sommer 2012 studienbedingt den Verein und wechselte in die USA. Nach einem Jahr kehrte sie nach Deutschland und Sindelfingen zurück und gab am 8. September 2013 ihr Bundesliga-Debüt gegen die TSG 1899 Hoffenheim. Nachdem sie in achtzehn Spielen für den VfL Sindelfingen in der Bundesliga zum Einsatz gekommen war, beendete sie studiumsbedingt ihre aktive Karriere.

## Sonstiges
Hezel verließ das Leibniz-Gymnasium in Rottweil 2012 mit bestandenem Abitur. Seit ihrem Karriereende im Sommer 2014 studiert sie an der Eberhard Karls Universität Tübingen.